# 피아노 삼중주, WoO 38 (베토벤)
《피아노 삼중주 내림마장조, WoO 38》은 루트비히 판 베토벤에 의해 쓰인 피아노 삼중주 작품으로, "피아노 삼중주 8번"이라고도 칭해진다. 참고로, 베토벤의 열두 개의 피아노 삼중주의 장르 일련번호는 표준화되어 있지 않다.

## 개요
베토벤이 사망한 후 그의 서류에서 발견된 이것은 아마도 1790년이나 1791년에 작곡된 것으로 여겨진다. 작품 번호 1 세트보다 본질적으로 더 전통적인 이 작품은 1830년이 되어서야 《피아노 삼중주를 위한 알레그레토 내림나장조, WoO 39》, 《피아노 소나타 다장조, WoO 51》과 함께 프랑크푸르트의 FP 던스트 사를 통해 출판되었다.
베토벤은 1792년에 본으로부터 빈으로 떠나기 직전의 기간에 이 삼중주를 작업한 것으로 여겨진다. 정확한 작곡 경위는 알려져 있지 않으며, 작곡가가 1827년에 사망할 때까지 작품은 공개되지 않았다. FP 던스트 사가 이 작품을 발표했을 때 출판물에는 카를 체르니, 안톤 디아벨리, 그리고 페르디난트 리스에 의해 서명된 베토벤의 작품이라는 취지의 문구가 포함되었다. 당시의 원고는 안톤 쉰들러가 보유했던 것으로 진술되었지만, 쿠퍼에 따르면 현재는 분실되었다고 한다.

## 악장
작품은 세 개의 악장으로 구성되어 있고, 모두 내림마장조의 조성을 갖고 있다:
1. 알레그로 모데라토
2. 스케르초: 알라 마 논 트로포[a]
3. 론도: 알레그레토

전체 연주 시간은 13분에서 15분 정도 소요된다.

## 참고 문헌
각주
1. ↑  This is the first composition by Beethoven known to use the tempo marking Scherzo.[6]

1. ↑  Anderson 2013
2. ↑  Watson 2012, 285쪽
3. ↑  Anderson 2013
4. ↑  Cooper 2000, 39쪽
5. ↑  Heibert 1970, 168쪽
6. 1 2 3  Cooper 2000, 39쪽
7. 1 2  Anderson 2013
8. ↑  Wigmore 2011, 12쪽

출처
- Anderson, Keith (1994). 《Beethoven:  Piano Trio, Op. 1, No. 3/Piano Trio in E-Flat Major/Variations, Op. 44》 (CD). Naxos Records. 8.550947. 2021년 6월 29일에 원본 문서에서 보존된 문서. 2021년 2월 25일에 확인함.
- Anderson, Keith (2013). 《Beethoven: Piano Trios, Vol. 5 - Piano Trios No. 7, "Archduke" and WoO 38/Variations on Ich bin der Schneider Kakadu》 (CD). Naxos Records. 8.572343. 2021년 6월 29일에 원본 문서에서 보존된 문서. 2021년 2월 25일에 확인함.
- Cooper, Barry (2000). 《Beethoven》. United States: Oxford University Press. ISBN 0191592706.
- Hiebert, Elfrieda Franz (1970). 《The Piano Trios of Beethoven: An Historical and Analytical Study》. University Microfilms.
- Turner, Ryan (2011). “Program Notes: Beethoven Chamber Series - Concert 1”. Emmanuel Music. 2015년 12월 4일에 원본 문서에서 보존된 문서. 2015년 8월 28일에 확인함.
- Watson, Angus (2012). 《Beethoven's Chamber Music in Context》. Woodbridge: Boydell Press. ISBN 978-1-84383-716-9.
- Wigmore, Richard (2011). 《Beethoven: The Complete Music for Piano Trio》 (PDF) (CD). Hyperion Records. CDS44471/4.